# Люлько, Иван Трофимович
Люлько Иван Трофимович (27 января 1913 года, с. Лука, Таращанский уезд, Киевская губ., Российская империя — 7 октября 1978 года, г. Владивосток, Приморский край, СССР) — капитан-директор китобойных флотилий «Алеут», «Советская Россия». Герой Социалистического Труда.

## Биография
Родился 27 января 1913 года в крестьянской семье села Лука Киевской губернии. В 1927 году, закончив обучение в школе, переехал в Керчь, где устроился на пароход «Металлист» палубным учеником. В 1929 году, приехав во Владивосток, начал работать матросом на буксире «Геркулес». В 1932 году, отучившись на курсах судоводителей маломерных судов, получил должность помощника капитана сейнера. С 1938 года — работает в Кработресте.
Во время Великой Отечественной войны —получил звание младшего лейтенанта, назначен капитаном танкера. В декабре 1945 года за заслуги по освоению Северного морского пути был награждён орденом Красной Звезды.
С 1948 года — капитан-дублер китобойной флотилии «Алеут», капитан китобойного судна «Авангард». С 1955 года по 1960 — капитан-директор китобойной флотилии «Алеут». Под его руководством была проведена техническая модернизация базы, в частности она была переведена на жидкое топливо, в результате чего её производственная мощность выросла на 35—40 процентов. В 1957 году дальневосточная флотилия «Алеут» и её руководитель за систематическое выполнения плана по добыче китов и выработке китового жира, подготовку опытных кадров китобоев были награждены орденом Трудового Красного Знамени.
В 1961 году — назначен капитан-директором, прибывшей во Владивосток, новой китобойной флотилии «Советская Россия». В 1963 году был награждён орденом Ленина.
9 марта 1966 года за особые заслуги в развитии народного хозяйства науки и культуры Приморского края ему было присвоено звание Героя Социалистического Труда с вручением ордена Ленина и золотой медали «Серп и Молот».
В 1967 году назначен заместителем начальника Управления китобойных флотилий. С 1970 года — персональный пенсионер союзного значения.
Умер 7 октября 1978 года. Похоронен на Морском кладбище Владивостока

## Награды
- Орден Ленина — дважды (1963 год и 1966 год)
- Орден Красной Звезды (1945 год)
- Орден Трудового Красного Знамени (1957 год)
- Медаль «За победу над Германией»
- Медаль «За Трудовое отличие» (1950 год)